# Николай Янакиев
Николай Георгиев Янакиев е български художник.

## Биография
Николай Янакиев е роден на 23 юни 1954 г. в Дупница. През 1973 година завършва Средното художествено училище за изящни изкуства в София. През 1981 година се дипломира в специалност Живопис на Националната художествена академия, в класа на проф. Светлин Русев. От същата година е член на Съюза на българските художници и започва да участва в младежки конкурси, зонални конкурси и общи художествени изложби.
Участва в международните пленери по живопис, които се провеждат в Смолян, Земен, Мелно (Полша), както и в Биеналето на хумора и сатирата в Габрово, на чието 13-о издание през 1997 г. Янакиев е удостоен със специална награда. Носител е на множество други отличия, сред които Голяма награда от изложбата „Южна пролет“ на град Хасково през 1983 г., и награда на общата художествена изложба „Портрет“ в София през 1987 г.
Николай Янакиев организира множество самостоятелни изложби, като предпочита да твори в България, но да излага навън. Негови платна са представяни в Берлин, Бремен, Ерфурт, Кьолн, Мюнхен, Рьодген, Флорстад, Франкфурт на Майн, Целен, Ню Йорк, Марж, Виена, Залцбург, Нойзидл ам Зее, Сан Пьолтен, Братислава, Рим, Витербо, Будапеща, Париж, Ла Валета, Варшава, Дамаск, Хелзинки, Рабат и др. Творби на Янакиев са притежание на Националната художествена галерия, Софийската градска художествена галерия, частни сбирки и музейни колекции по цял свят.